# Petr Čech
Petr Čech (* 20. května 1982 Plzeň) je bývalý český fotbalový brankář. Od roku 2019 do roku 2022 působil ve vedení anglického klubu Chelsea jako poradce sportovního a technického úseku. V době své kariéry působil v týmech Viktorie Plzeň, Chmelu Blšany, Sparty Praha, Rennes, Chelsea FC a Arsenalu FC. Všeobecně je považován za jednoho z nejlepších fotbalových brankářů v historii. Po Milanu Barošovi, Vladimíru Šmicerovi a Marku Jankulovském se stal v roce 2012 čtvrtým českým vítězem Ligy mistrů. Klubový rekord Chelsea v počtu vychytaných nul ve všech soutěžích, který držel s 208 čistými konty Peter Bonetti, překonal Čech 11. ledna 2014. Je držitelem rekordu anglické Premier League v počtu vychytaných čistých kont. Ze všech fotbalistů má na kontě nejvíce zápasů za českou fotbalovou reprezentaci (celkem 124). Momentálně působí jako hokejový brankář v týmu Chelmsford Chieftains.
V červnu 2003 se oženil se svou dlouholetou přítelkyní Martinou Dolejšovou, spolužačkou ze Sportovního gymnázia v Plzni, se kterou má dceru Adélu (* 2008) a syna Damiána (* 2009). Pár se rozvedl v roce 2025. Mezi jeho záliby patří hra na bicí, na YouTube lze nalézt coververze jeho oblíbených kapel Nirvana, Foo Fighters a System of a Down. V roce 2018 vydal ve spolupráci s Janem Paličkou vlastní autobiografii.

## Klubová a reprezentační kariéra

### 1989–1999: FC Viktoria Plzeň
V žákovských výběrech začal jako útočník, až ve 4. třídě si jej vyhlédl trenér gólmanů. Od té doby se pevně uchytil v prostoru mezi tyčemi. V době kdy hrál za dorost Viktorky, poprvé nastoupil v reprezentačním výběru (do 15 let). Úspěšné vystoupení na ME do 16 let, kde byl vyhlášen nejlepším gólmanem turnaje, předznamenalo začátek veleúspěšné kariéry . FC Viktoria Plzeň však nedokázala ocenit kvality mladého brankáře a za pouhých 350 tisíc Kč jej přepustila do klubu FK Chmel Blšany .

### 1999–2001: FK Chmel Blšany
Přestup do Blšan nicméně znamenal významný zlom v Čechově kariéře. Brzy se zde totiž dočkal prvoligového debutu. 30. října 1999 ve věku 17 let nastoupil k utkání na pražské Spartě . Za FK Chmel Blšany odehrál během dvou sezón celkem 27 zápasů, ve druhé sezóně díky svým výkonům již zastával pozici brankářské jedničky. Během této doby rovněž pravidelně reprezentoval Česko v juniorských výběrech.

### 2001–2002: AC Sparta Praha
V lednu 2001 jej za 22 milionů korun získala AC Sparta Praha, ale ponechala jej na hostování v Blšanech. V devatenácti letech se tak stal nejdražším českým brankářem . Poté, co absolvoval jako brankářská jednička Mistrovství světa hráčů do 20 let v Argentině, nastoupil v létě 2001 na Letnou. Vytvořil zde dosud platný český ligový rekord v neprůstřelnosti, gól neinkasoval rovných 903 minut a počtu vychytaných čistých kont v ročníku (17), který platil až do května 2020. Celkem v dresu Sparty odchytal 27 utkání. V lize však Sparta skončila druhá za Slovanem Liberec a český titul tak v Čechově sbírce chybí.
V květnu 2002 zazářil na ME hráčů do 21 let, když ve finále proti Francii v penaltovém rozstřelu pustil ze čtyř střel jediný gól a vychytal tak pro Česko historické vítězství . Jeho skvělé výkony přitáhly zájem pozorovatelů zahraničních velkoklubů.

### 2002–2004: Stade Rennais FC
Dne 9. července 2002 přestoupil do francouzského klubu Stade Rennes . I tam se stal velkou brankářskou oporou. I přes jeho výborné výkony se však klub pohyboval většinou ve spodní polovině tabulky. Na kontě má 70 startů ve francouzské lize, v nichž vychytal 22 čistých kont.
V této době už byl oporou seniorské reprezentace Česka v kvalifikaci na ME 2004. Samotné mistrovství Evropy 2004 představuje největší úspěch Čechovy reprezentační kariéry. S týmem Česka došel až do semifinále, kde v prodloužení podlehli pozdějším vítězům turnaje z Řecka.

### 2004–2015: Chelsea FC
V lednu 2004, ještě před mistrovstvím Evropy, souhlasil s letním přestupem do londýnské Chelsea F.C. za téměř půl miliardy korun a podepsal pětiletý kontrakt .

#### Sezóna 2004/05
Před startem sezóny počítal nový kouč José Mourinho s Italem Carlem Cudicinim na místě brankářské jedničky, Čech měl být náhradníkem. Nicméně Cudicini si těsně před startem ligy poranil loket a Čech tak dostal šanci, které naplno využil. Skvělými výkony přesvědčil kouče a převzal na dlouhá léta postavení brankářské jedničky Chelsea.
5. března 2005 vytvořil nový rekord Premier League v počtu minut (1025) bez inkasovaného gólu (tento rekord byl v roce 2009 překonán Edwinem van der Sarem z Manchesteru United ). Čech udržel čisté konto od 12. prosince 2004, kdy dostal gól od útočníka Arsenalu Londýn Thierry Henryho do zmíněného 5. března 2005, kdy jej překonal Leon McKenzie z Norwich City FC . V sezóně vychytal celkem 21 čistých kont a velkou měrou tak přispěl k historicky druhému vítězství Chelsea F.C. v Premier League.

#### Sezóna 2005/06

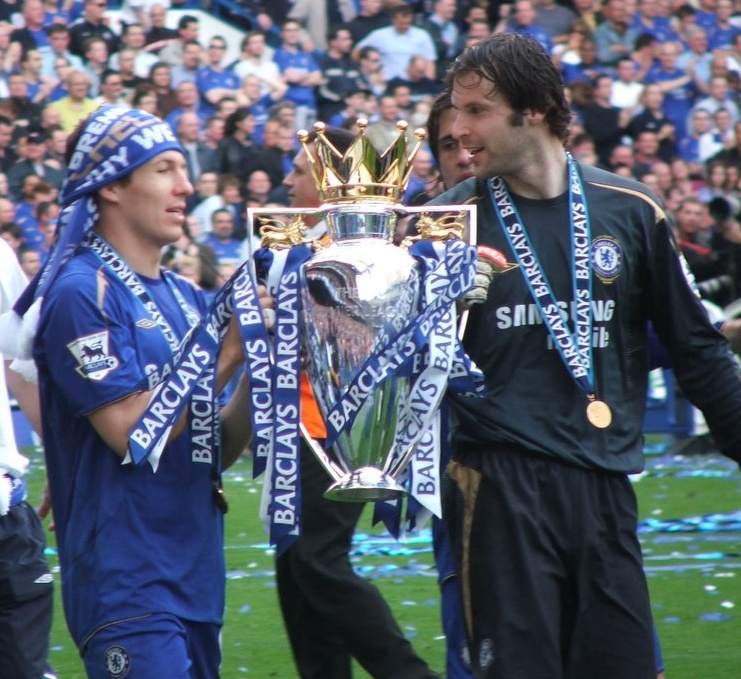
Petr Čech a Arjen Robben slaví vítězství v Premier League v sezóně 2005–2006

V srpnu 2005 stál Čech v brance Chelsea F.C. při vítězství v anglickém Superpoháru. Chelsea porazila dvěma góly Didiera Drogby Arsenal 2–1 . V Premier League Čech nastoupil k celkem 34 ligovým zápasům a měl velký podíl na obhajobě ligového titulu.
V lednu 2006 prodloužil kontrakt s Chelsea o dva roky, do roku 2010 .
V červnu 2006 nastoupil v dresu Česka na MS v Německu. Tým sice porazil USA 3–0, ovšem po následných porážkách s Ghanou 0–2 a s Itálií (také 0–2) skončil v základní skupině třetí a dále nepostoupil.

#### Sezóna 2006/07
Po skončení MS v Německu Čech prodělal artroskopickou operaci obou ramen, se kterými měl dlouhodobé problémy . Do hry se vrátil 26. srpna 2006.

##### Zranění
14. října 2006 během ligového utkání proti Readingu FC utrpěl český brankář Chelsea frakturu lebky při střetu s irským záložníkem soupeře Stephenem Huntem. Hunt dobíhal v 1. minutě utkání míč uvnitř pokutového území Chelsea, ale Čech byl u něj dříve. Hunt zasáhl pravým kolenem hlavu gólmana Chelsea, což si vyžádalo dlouhé ošetřování na ploše. Poté byl brankář odnesen na nosítkách. Do branky Chelsea se postavil náhradní brankář Carlo Cudicini, jenž také v tomtéž zápase utrpěl zranění, byl dokonce chvíli v bezvědomí. Zápas musel dochytat hráč z pole, konkrétně John Terry. Chelsea i přesto v tomto utkání vyhrála 1–0 . Petr Čech skončil v péči neurochirurgů a byl dlouhou dobu mimo hru. Doktoři brankáře varovali, že pokud návrat na trávník uspíší, mohou být následky fatální.
Trenér Chelsea José Mourinho kritizoval Stephena Hunta a také zdravotnickou službu  a rozhodčího Mika Rileye . Někteří komentátoři a bývalí brankáři (a také aktivní brankáři) po zranění Čecha volali po vyšší ochraně gólmanů.
Petr Čech se vrátil z nemocnice 24. října 2006 a následující týden začal s lehkým tréninkem. Chelsea avizovala, že v souladu s lékařským doporučením nebude brankář k dispozici po dobu 3 měsíců. V interview pro Chelsea TV Petr Čech uvedl, že si srážku s Huntem nepamatuje.

##### Návrat

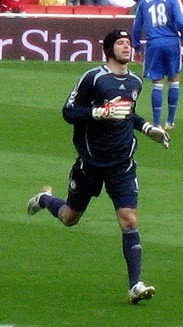
V květnu 2007, pár měsíců po návratu k fotbalu

Do Premier League se vrátil 20. ledna 2007 v utkání proti Liverpoolu. Hlavu měl chráněnou koženou helmou připomínající podobné chrániče hlavy, které nosí ragbisté . Podobnou helmu nosil do konce kariéry. Helma je Čechovi vytvarována přímo na míru a je vyztužena speciální polyetylenovou pěnou o vysoké hustotě, mající za úkol chránit místa, kde byla Čechova lebka při srážce poškozena . Utkání s Liverpoolem sice skončilo prohrou Chelsea 0–2 , následně ovšem Čech držel čisté konto více než 800 minut. 11. dubna 2007 získal jako první brankář od roku 2000 ocenění pro Hráče měsíce Premier League, za osm čistých kont v řadě .
V květnu udržel čisté konto ve finále Anglického poháru proti Manchesteru United (Chelsea vyhrála 1–0 po prodloužení) a slavil tak první vítězství v této soutěži (pro Chelsea historicky čtvrté) . V Premier League skončila Chelsea tentokrát na 2. místě právě za suverénním Manchesterem United.

#### Sezóna 2007/08
Čech v této sezóně bojoval se zraněními, kvůli kterým vynechal celkem 22 soutěžních zápasů. V listopadu si zranil lýtkový sval pravé nohy , o měsíc později si pro změnu zranil kyčel . V březnu si Čech v tréninku zranil kotník . V dubnu se musel podrobit šití tváře (50 stehů) po srážce se spoluhráčem během tréninku .
Chelsea v této sezóně žádnou trofej nevybojovala, i když několikrát byla velmi blízko. Nejprve prohrála ve finále ligového poháru s Tottenhamem Hotspur 1–2, když Čech krátce před koncem vyrazil přímý kop Jermaina Jenase přímo na hlavu Jonathana Woodgata, který rozhodl o zisku trofeje pro Tottenham . V Premier League bojovala Chelsea do posledního kola o titul s Manchesterem United, nakonec však skončila se ztrátou 2 bodů druhá. Poslední hořkou pilulku musela Chelsea spolknout ve finále nejprestižnější klubové soutěže světa, Ligy mistrů UEFA. Chelsea se ve finále hraném na stadiónu Lužniky v Moskvě znovu střetla s Manchesterem United. Stav utkání byl i po prodloužení 1–1, a tak přišly na řadu penalty. Čech ze sedmi pokusů Manchesteru chytil pouze střelu Cristiana Ronalda, zatímco na druhé straně John Terry trefil tyč a Čechův protějšek Edwin van der Sar chytil střelu Nicolase Anelky. Výhru v soutěži tak slavil Manchester United .
Ani v reprezentaci si Čech chuť nespravil. Reprezentační vystoupení na mistrovství Evropy 2008 skončilo po nevydařeném utkání základní skupiny s Tureckem. Česko vedlo ještě 20 minut před koncem 2–0, nakonec však prohrálo 2–3, k čemuž Čech přispěl velkou hrubkou vedoucí k druhému gólu v české síti. ČR se po třech zápasech základní skupiny se šampionátem rozloučila, účast ve čtvrtfinále si zajistilo Portugalsko a Turecko.

#### Sezóna 2008/09
V červenci 2008 podepsal Čech v Chelsea nový pětiletý kontrakt, platný do roku 2013 . V listopadu 2008 porazila Chelsea Sunderland AFC 5–0, pro Čecha to byla jubilejní stá nula v dresu Chelsea . V únoru 2009 v zápase Ligy mistrů UEFA proti Juventusu Turín oslavil i 200. start za Chelsea F. C.
V Premier League skončila Chelsea tentokrát třetí, ale vybojovala alespoň vítězství v Anglickém poháru. Ve finálovém utkání proti Evertonu Čech sice inkasoval již po 25 sekundách hry (nejrychlejší finálový gól ve více než stoleté historii této soutěže), nicméně po zbytek zápasu již gól nedostal a Chelsea po gólech Didiera Drogby a Franka Lamparda nakonec zvítězila 2–1 .

#### Sezóna 2009/10

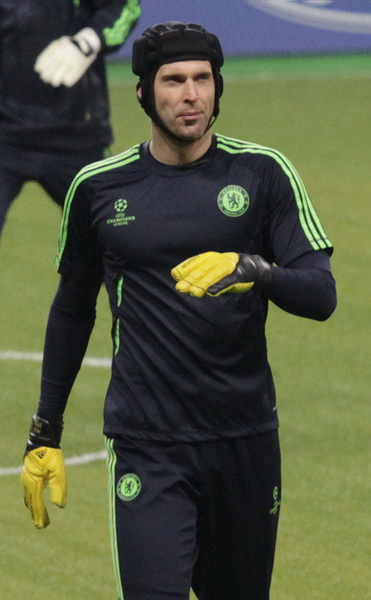
Petr Čech na tréninku Chelsea

Sezóna pro Čecha začala vítězstvím v anglickém Superpoháru. Utkání s Manchesterem United skončilo nerozhodně 2–2, o vítězi tak rozhodovaly pokutové kopy. Zatímco hráči Chelsea proměnili všechny čtyři své pokusy (v brance Manchesteru nestál Edwin van der Sar, ale náhradník Ben Foster), za Manchester United nedali Ryan Giggs a Patrice Evra .
15. dubna 2010 v utkání proti Boltonu vychytal svoji 100. nulu v anglické lize (Chelsea vyhrála 1–0). Potřeboval k tomu 180 (ligových) zápasů .
V Premier League sváděla Chelsea opět velký boj s Manchesterem United. Stejně jako v sezóně 2007/2008 rozhodovalo o titulu až poslední kolo, tentokrát se ovšem radovala Chelsea, která soutěž vyhrála s jednobodovým náskokem. Čech tak slavil své třetí vítězství v této soutěži. Chelsea navíc obhájila i vítězství v Anglickém poháru a vybojovala tak historické „double“. Ve finále Anglického poháru porazila Chelsea Portsmouth FC 1–0. Čech uhájil čisté konto, když chytil penaltu Kevin-Princi Boatengovi .
Mistrovství světa ve fotbale 2010 se Čech nezúčastnil, Česko si nevybojovalo postup z kvalifikace, když ve své skupině skončilo až třetí za Slovenskem a Slovinskem.

#### Sezóna 2010/11
V přípravě na sezónu utrpěl Čech zranění lýtka, kvůli kterému mimo jiné chyběl v souboji o anglický Superpohár (Chelsea prohrála s Manchesterem United 1–3) . V březnu 2011 si Čech v utkání s Blackpoolem připsal na své konto jubilejní 300. start v dresu Chelsea.
Pro titul v Premier League si tentokrát suverénně došel Manchester United, Chelsea skončila s devítibodovou ztrátou druhá, jen o skóre před Manchesterem City. Chelsea tedy skončila v této sezóně bez trofeje, Čech byl ovšem fanoušky poprvé zvolen Hráčem roku Chelsea F.C. (získal více než 28 000 hlasů) .

#### Sezóna 2011/12

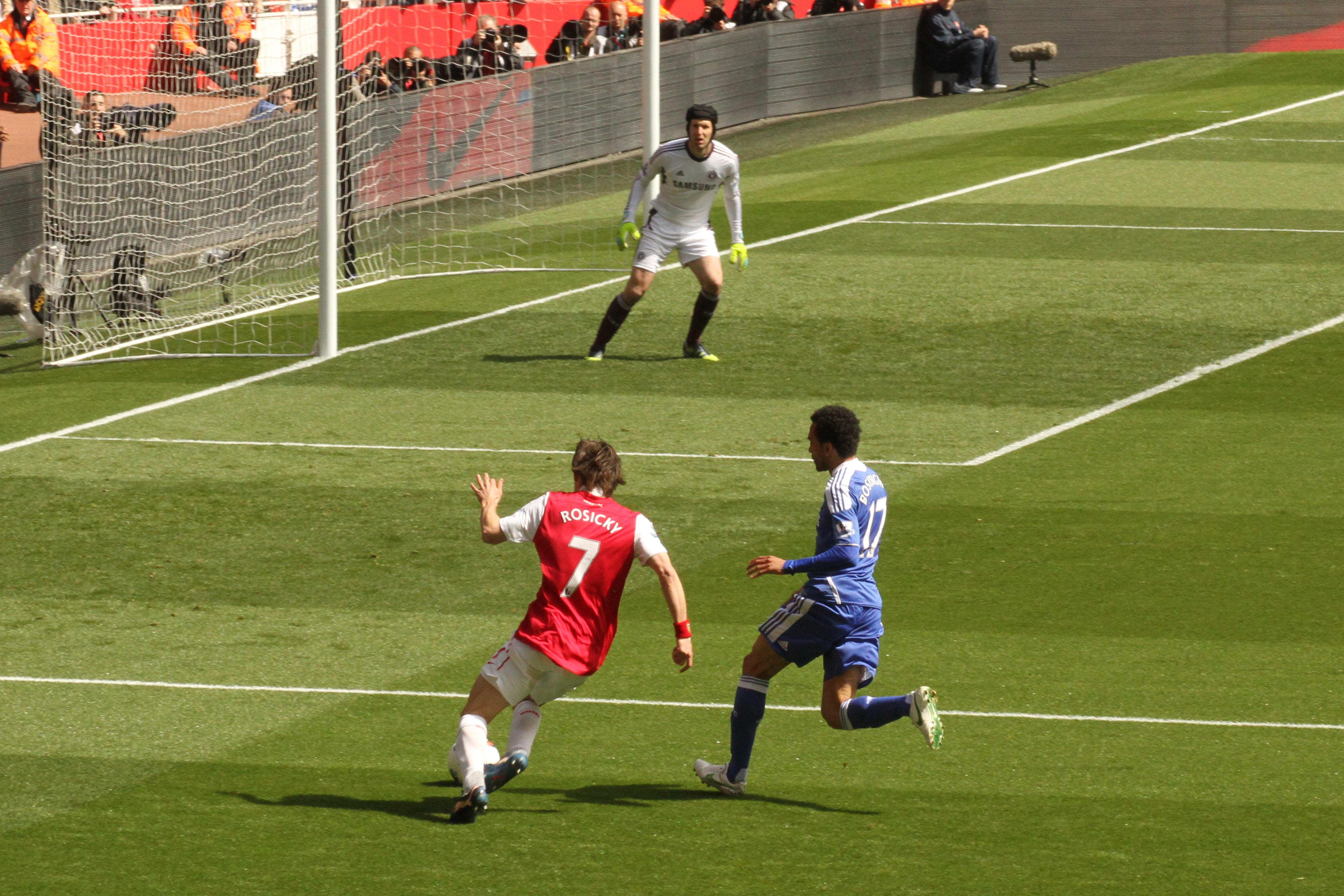
Petr Čech v zápase proti Arsenalu

V úvodu sezóny vyřadilo Čecha na čtyři týdny ze hry zranění kolene z tréninku. 24. dubna 2012 v utkání s Tottenhamem Hotspur oslavil svůj 250. ligový start v dresu Chelsea.
V lize Chelsea tuto sezónu zůstala výrazně za očekáváním, musela se spokojit s konečným 6. místem. Vše si však hráči Chelsea plně vynahradili v pohárech. Nejprve zvítězili ve finále Anglického poháru, kde porazili Liverpool FC 2–1. Čech se vyznamenal především při střele Andyho Carrolla z 83. minuty, kterou vytáhl na břevno . O této situaci se debatovalo i dlouho po zápase, neboť nebylo jasné, zda míč nepřešel celým objemem brankovou čáru . Nicméně rozhodčí situaci jako gól neposoudili a Chelsea tak slavila svůj sedmý triumf v této soutěži (pro Čecha čtvrtý). Největší úspěch měl však teprve přijít.

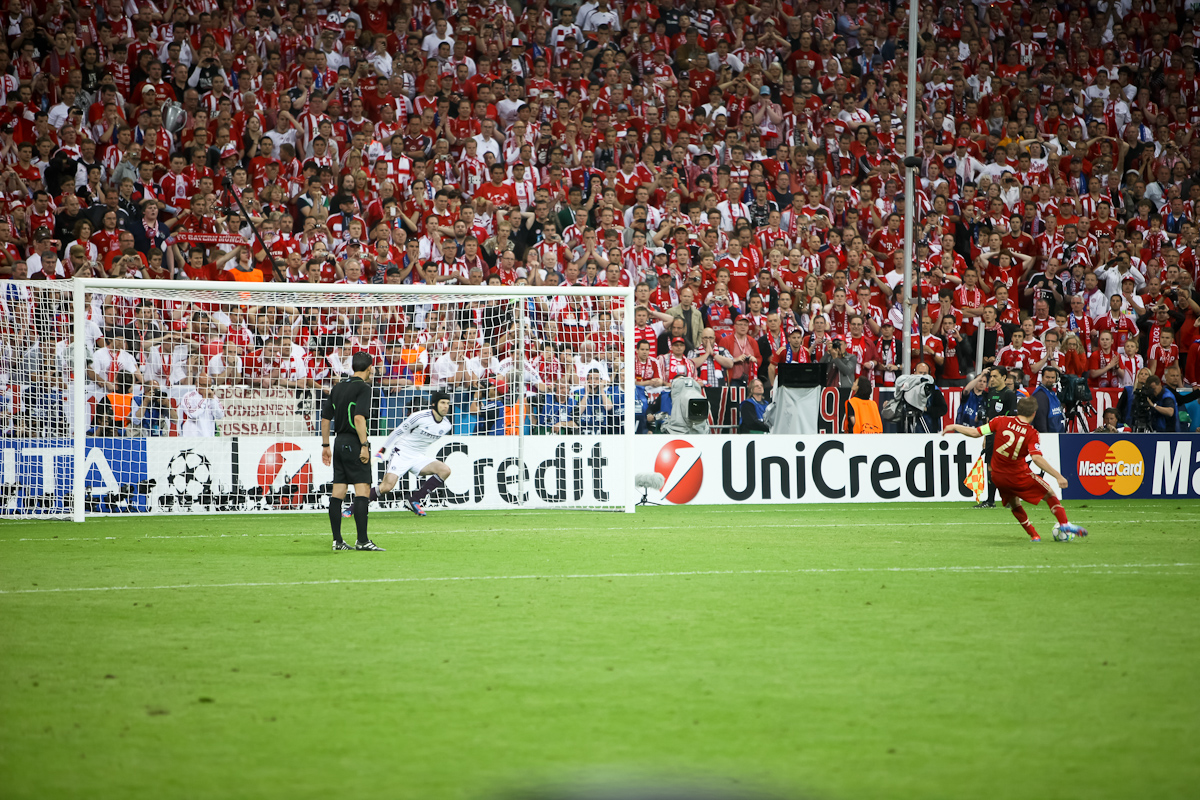
Petr Čech neúspěšně chytá penaltu ve finále Ligy mistrů UEFA proti Philippu Lahmovi

V osmifinále Ligy mistrů UEFA stála Chelsea na pokraji vyřazení, když prohrála úvodní zápas v Neapoli 1–3. Nicméně hráči Chelsea dokázali zmobilizovat síly a nakonec slavili postup po domácí výhře 4–1 v prodloužení. Ve čtvrtfinále si Chelsea poradila s Benficou Lisabon po výsledcích 1–0 (venku) a 2–1 (doma). V semifinále proti obhájcům trofeje z FC Barcelona byla Chelsea i vzhledem k ligovým výsledkům považována za jasného outsidera, nicméně doma dokázala Chelsea zvítězit 1–0 gólem Drogby a na horkou španělskou půdu tak rozhodně neodjížděla bez šancí . Ve 20. minutě odvetného zápasu vytáhl Čech skvělý zákrok proti fenomenálnímu Lionelu Messimu. FC Barcelona se ujala vedení v 35. minutě gólem Busquetse. V 37. minutě uviděl červenou kartu kapitán Chelsea John Terry za nesmyslný zákrok zezadu na Sáncheze. FC Barcelona využila převahu jednoho hráče v poli již po šesti minutách, když se trefil Iniesta. Situace Chelsea vypadala beznadějně. Nicméně v nastaveném čase prvního poločasu snížil Ramires na 1–2 a postavil tak Barcelonu před nutnost vstřelit další gól. V 49. minutě přišla další velká chvíle Petra Čecha. Po faulu Drogby byla nařízena penalta, ke které se postavil Lionel Messi. Nastřelil však jen břevno. Zbytek zápasu Barcelona útočila, Chelsea úporně bránila, Čech však odolal. V nastavení nakonec obraně Barcelony unikl Torres a srovnal na konečných 2–2 .

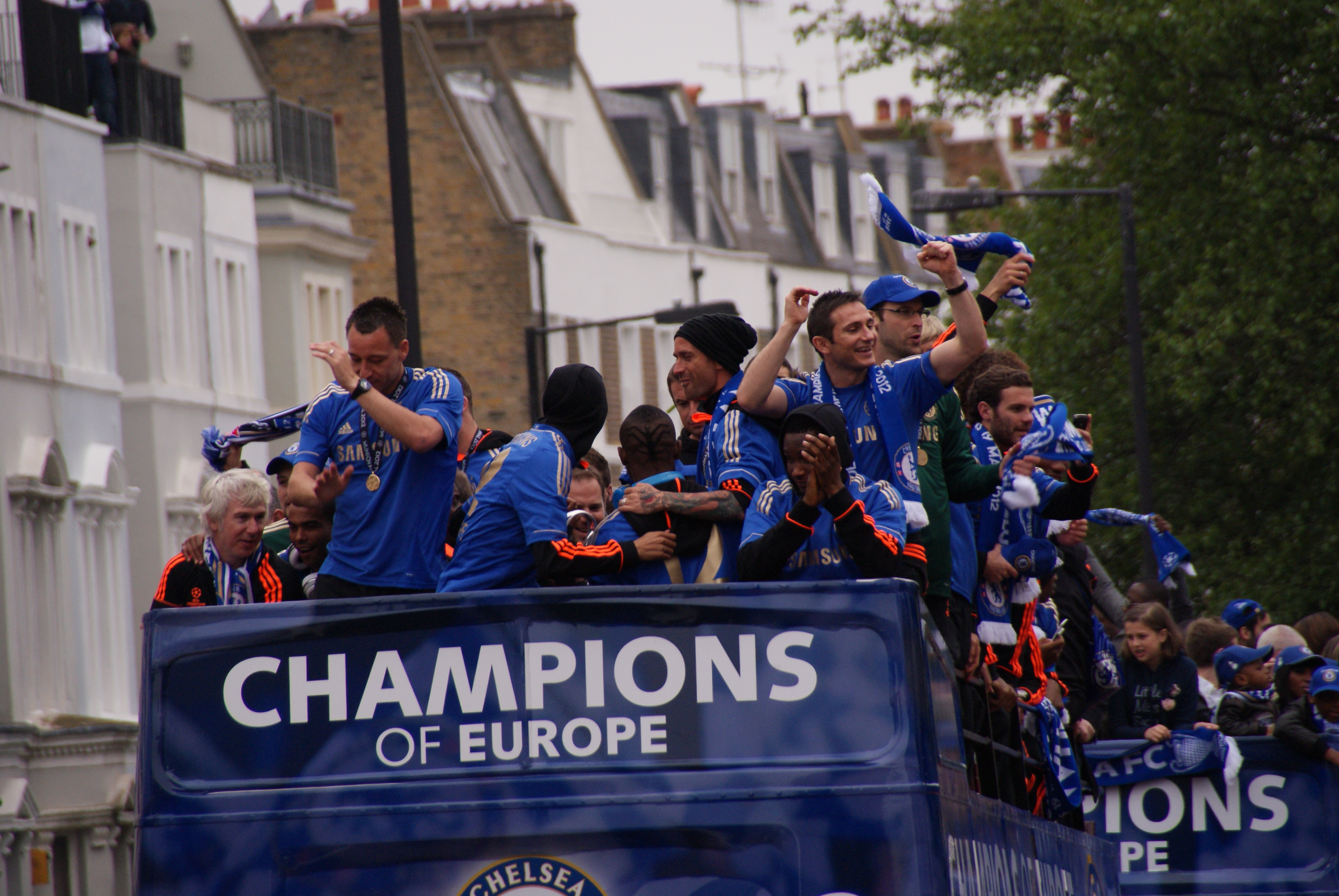
Petr Čech (v kšiltovce) se spoluhráči na okružní jízdě po Londýně po vítězství v Lize mistrů UEFA

Ani ve finále proti Bayernu Mnichov, který měl výhodu domácího hřiště (finále se hrálo v mnichovské Allianz Areně) nebyla Chelsea favoritem. Scházeli jí totiž čtyři hráči základní sestavy, kteří se vykartovali v Barceloně. Ve finále hraném 19. května 2012 byli Petr Čech spolu s Didierem Drogbou hlavními hvězdami zápasu. Bayern byl po většinu zápasu aktivnější, nicméně gólu se dočkal až v 83. minutě, když se trefil Thomas Müller. Domácí fanoušci už chystali oslavy, avšak v 88. minutě, po vůbec prvním rohovém kopu pro Chelsea v zápase přesně hlavičkoval Didier Drogba, srovnal tak stav zápasu na 1–1 a muselo se prodlužovat. Ve čtvrté minutě nastavení byla nařízena proti Chelsea penalta po faulu Didiera Drogby. K ní se postavil Arjen Robben. Čech ovšem jeho přízemní střelu chytil. Ani ve zbytku prodloužení gól nepadl, a tak rozhodovaly penalty. Brankář Bayernu Manuel Neuer hned v první sérii chytil střelu Maty, další střelci Chelsea však byli neomylní. Petr Čech kapituloval v prvních třech sériích, pak však přišly jeho velké chvíle. Ve čtvrté sérii vyrazil střelu Ivicy Oliće a v páté sérii vytáhl ránu Bastiana Schweinsteigera na tyč. Následně zpečetil historický úspěch Chelsea Didier Drogba . Pro Petra Čecha to byl nesporně největší úspěch jeho klubové kariéry.
V pondělí 28. května 2012 oznámil, že ještě před odjezdem české fotbalové reprezentace na soustředění do Rakouska podepsal s Chelsea novou smlouvu, která má platnost do 30. června 2016 .
Zúčastnil se Mistrovství Evropy ve fotbale 2012 v Polsku a na Ukrajině. V prvním zápase (8. června 2012) nezabránil vysoké prohře českého mužstva 1–4 s Ruskem. Ve druhém zápase (12. června 2012) proti Řecku vyrobil v úvodu druhého poločasu za stavu 2–0 pro ČR fatální hrubku, následkem čehož řecký hráč Theofanis Gekas snížil. České mužstvo však výsledek 2–1 udrželo až do konce utkání. V závěrečném zápase základní skupiny A udržel Petr Čech čisté konto proti Polsku, Petr Jiráček gólem rozhodl o vítězství českého týmu 1–0 a postupu z prvního místa skupiny do čtvrtfinále. Čtvrtfinálový zápas ve Varšavě (21. června 2012) proti Portugalsku český tým prohrál 0–1 a s turnajem se rozloučil. Petr Čech nastoupil ke všem čtyřem zápasům české reprezentace na Mistrovství Evropy 2012.

#### Sezóna 2012/13

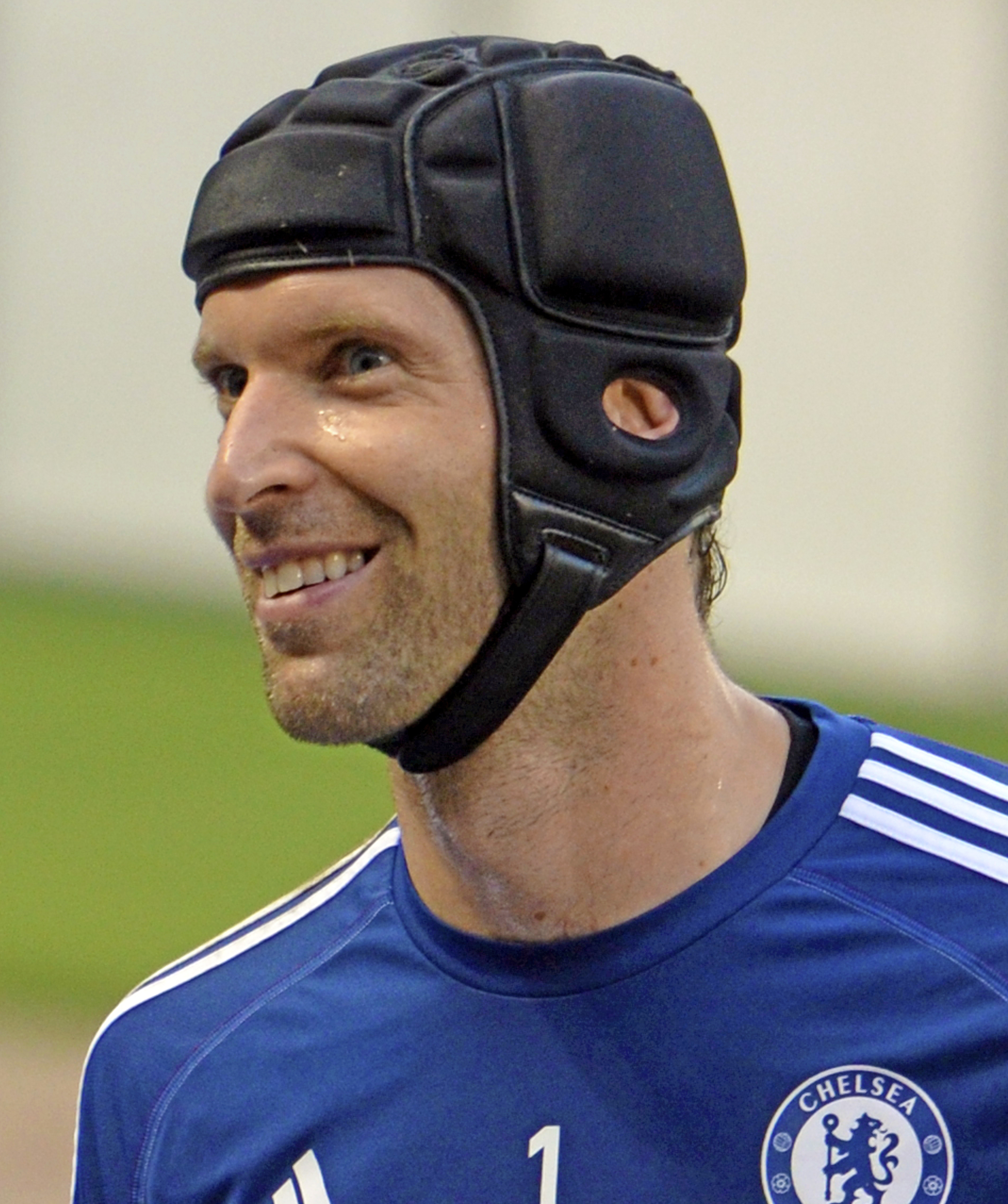
Petr Čech v roce 2013

31. srpna 2012 nastoupil v Monaku v základní sestavě Chelsea k utkání o evropský Superpohár. O tuto trofej se střetávají vítěz Ligy mistrů (tehdy Chelsea FC) a Evropské ligy (tehdy Atlético Madrid). Čech odchytal celý zápas, ale porážce 1–4 společně se svými spoluhráči zabránit nedokázal.
Dne 27. října 2012 inkasoval tři branky v domácím ligovém utkání (9. kolo) proti Manchesteru United (prohra Chelsea 2–3), když Robin van Persie orazítkoval tvrdou střelou tyč a míč se následně odrazil od zad Davida Luize přímo do odkryté brány. Rozhodčí přísně udělili dvě červené karty, obránci Branislavu Ivanovićovi a útočníkovi Fernandu Torresovi. Navíc uznali rozdílový gól z ofsajdu, který vstřelil Javier Hernández Balcázar. Chelsea tak poprvé prohrála v sezoně 2012/13 v lize. Duel Chelsea-Manchester United se vzápětí opakoval 31. října 2012, tyto týmy se potkaly v zápase anglického ligového poháru (Capital One Cup), kde Chelsea v atraktivním utkání Manchesteru ligovou prohru oplatila, i když dlouhou dobu pouze dotahovala soupeře. Kvůli chybě Petra Čecha se před bránou ocitl veterán Manchesteru Ryan Giggs, jenž střelou k tyči otevřel skóre. Zápas dospěl do prodloužení a skončil výhrou Chelsea 5–4, která se po vyřazení Manchesteru United ve čtvrtfinále utkala s Leedsem United. V opakovaném čtvrtfinálovém utkání FA Cupu 1. dubna 2013 (první zápas skončil remízou 2:2, proto se opakoval) opět proti Manchesteru United za stavu 1–0 bravurně zlikvidoval šanci Javiera Hernándeze Balcázara. Pomohl tak k vítězství Chelsea 1–0 a postupu do semifinále proti Manchesteru City. V semifinále inkasoval dva góly a Manchester City vyřadil Chelsea výsledkem 1–2.
Chelsea skončila v Lize mistrů na třetím místě základní skupiny E, což znamenalo vyřazení a pokračování v Evropské lize (Chelsea se stala prvním vítězem LM, který v následující sezóně nepostoupil ze základní skupiny). Do jarního šestnáctifinále byl Chelsea přilosován český klub AC Sparta Praha. Čech nastoupil 14. února 2013 v Praze, anglický celek zvítězil 1–0 gólem mladého brazilského fotbalisty Oscara. O týden později se představil i v odvetě na Stamford Bridge a v 17. minutě inkasoval gól od Davida Lafaty, ale branka Edena Hazarda na konečných 1–1 ve druhé minutě nastaveného času znamenala postup Chelsea do osmifinále. S Chelsea nakonec postoupil až do finále, kde na londýnský tým čekalo portugalské mužstvo Benfica Lisabon. Finále Evropské ligy 2012/13 se konalo 15. května 2013 v Amsterdamu. Chelsea nakonec slavila titul po vítězství 2–1 gólem Ivanoviće v třetí minutě nastavení. Čech v zápase inkasoval gól z pokutového kopu, ale předtím založil akci vedoucí k prvnímu gólu Chelsea. Na polovině hřiště si všiml volného Juana Maty a hodil mu rychle míč, Mata jej ihned posunul na Fernanda Torrese, který běžel sám na brankáře Artura a své sólo zakončil.

#### Sezóna 2013/14

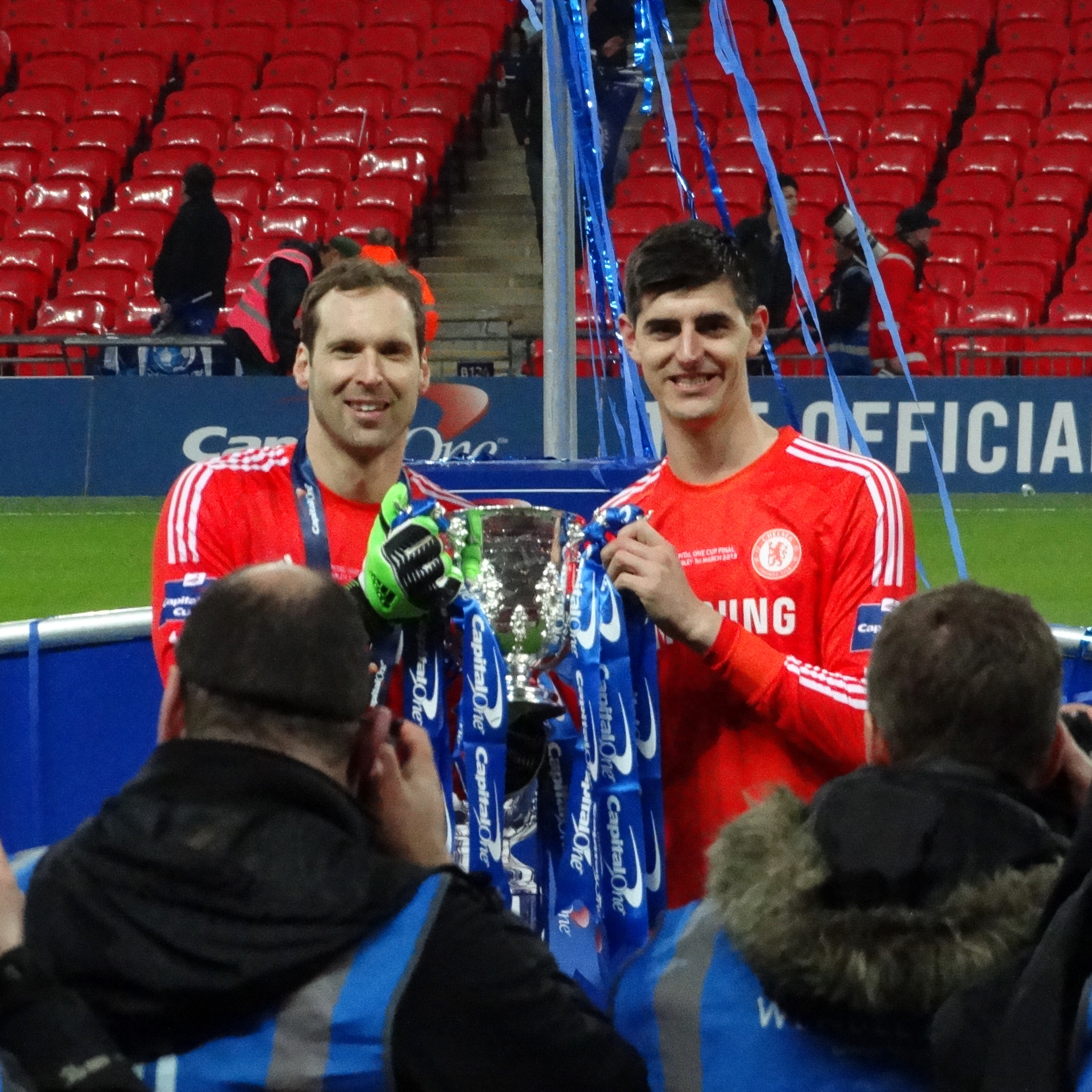
Petr Čech se spoluhráčem Thibaut Courtoisem s vítěznou trofejí pro vítěze Anglického ligového poháru za sezónu 2014/15

11. ledna 2014 překonal klubový rekord Chelsea v počtu vychytaných nul ve všech soutěžích, který držel s 208 čistými konty Peter Bonetti./ Bylo to v ligovém utkání s Hull City AFC (výhra 2:0). Až do závěrečných kol bojoval s týmem o titul, který nakonec získal Manchester City FC.

#### Sezóna 2014/15

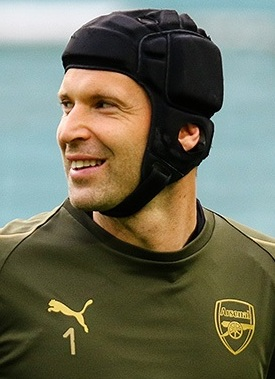
Petr Čech na tréninku v roce 2019

V létě se do Chelsea vrátil z tříletého hostování v Atléticu Madrid talentovaný belgický brankář Thibaut Courtois, s nímž Petr Čech bojoval v přípravě o místo brankářské jedničky. Na začátku sezony začal Čech na lavičce, což pro něj byla nová role. Poprvé dostal český brankář příležitost v anglickém ligovém poháru proti Boltonu. V Premier League nastoupil až v 7. kole proti Arsenalu, kdy ve 24. minutě střídal zraněného Courtoise za stavu 0:0, Chelsea zápas vyhrála 2:0. 21. října 2014 vychytal v základní skupině G Ligy mistrů UEFA 2014/15 výhru 6:0 proti slovinskému klubu NK Maribor. 1. března 2015 vyhrál s Chelsea potřetí ve své kariéře Anglický ligový pohár. 3. května 2015 tři kola před koncem získal s Chelsea další ligový titul.

### Arsenal FC, 2015 – 2019

#### Sezóna 2015/16
Dne 29. června 2015 přestoupil do Arsenalu, kde podepsal smlouvu na 4 roky. Přestupová částka nebyla zveřejněna, ale podle spekulací médií byla výše přestupu stanovena na 11 milionů liber. Čechův první soutěžní zápas v novém klubu se paradoxně uskuteční 2. srpna proti jeho bývalému klubu Chelsea, se kterou se Arsenal utká o anglický Superpohár (Community Shield). Na svém facebookovém profilu pak k přestupu uvedl: „Po 11 letech z Chelsea do Arsenalu. Mám velkou radost z toho, že mohu spojit své síly s Arsenalem. Zůstal mi stejný hlad po úspěchu jako na začátku mé kariéry. Miluji výzvy, které stojí před top světovými hráči, když nastupují v Premier League. Když mi Arsène Wenger řekl o ambicích klubu, o tom, jak vidí moji roli v týmu, rozhodnutí bylo jasné.“
V přípravě sbíral pouze vítězství. V prvním soutěžním utkání nové sezóny 2. srpna 2015 (Community Shield 2015– anglický Superpohár) nastoupil proti svému bývalému klubu Chelsea a podílel se na výhře 1:0.
K prvnímu zápasu za Arsenal v Lize mistrů UEFA 2015/16 nastoupil 20. října 2015 na Emirates Stadium proti favorizovanému Bayernu Mnichov, který tahal šňůru výher. Vychytal čisté konto při výhře 2:0 a stal se mužem utkání.. Proti Evertonu si připsal výhru 2:1. 31. 10. 2015 proti Swansea City AFC si připsal čisté konto (3:0) a už jen jediná vychytaná nula jej dělila od vyrovnání rekordu Davida Jamese v počtu čistých kont v Premier League.. V odvetě LM proti Bayernu dostal Petr Čech přes dobrý výkon pět branek (prohra 1:5). Proti Tottenhamu Spurs měl Čech možnost rekord vyrovnat. To se však nepovedlo a zápas skončil 1:1. 13. prosince 2015 vychytal 169. čisté konto v Premier League (v utkání proti Aston Villa FC, výhra 2:0) a vyrovnal tak rekord Davida Jamese a celé soutěže. 170. čisté konto v Premier League vychytal a rekord Jamese překonal 28. 12. 2015 v zápase proti AFC Bournemouth (výhra 2:0).
Dne 20. října bylo oznámeno že se Petr Čech ocitl na soupisce A-týmu Chelsea s číslem 39 bude připraven pro případ, kdyby se více než 2 brankáři nakazili koronavirem SARS-CoV-2.

## Hokejová kariéra
Krátce po konci své fotbalové kariéry se v Anglii dohodl na angažmá do konce sezony 2019/2020 s hokejovým mužstvem Guildford Phoenix hrající třetí anglickou ligu. Hokejový debut si připsal v říjnu 2019, kdy vychytal Guildfordu vítězství 3:2 na nájezdy proti týmu Swindon Wildcats. Proti stejnému soupeři nastoupil Čech v hokejové brance i v listopadu a znovu z toho byl triumf v poměru 6:4. Ve svém třetím odehraném utkání se podílel na drtivé výhře 7:1. Ke konci sezóny si stihl připsat ještě tři další starty. S Guildfordem za dvě sezónu vyhrál ligu, play-off i pohár. Následně přestoupil ze čtvrté anglické ligy (NIHL2) do třetí (NIHL1) do Chelmsford Chieftains. V jediné sezóně se s Chemsfordem dostal do finále poháru, kde prohrál s Invicta Dynamos. Pro další sezónu přestoupil do Oxford City Stars.
| Sezóna    | Tým                   | Liga   | Z  | IG | POG | %Úsp. | ČK |
| --------- | --------------------- | ------ | -- | -- | --- | ----- | -- |
| 2019/2020 | Guildford Phoenix     | NIHL 2 | 6  | 9  | -   | 93,4  | 2  |
| 2020/2021 | Nehrál                |        |    |    |     |       |    |
| 2021/2022 | Guildford Phoenix     | NIHL 2 | 12 | 20 | -   | 93,0  | 4  |
| 2022/2023 | Chelmsford Chieftains | NIHL 1 | 11 | 40 | -   | 90,3  | 0  |
| 2023/2024 | Oxford City Stars     | NIHL 1 |    |    |     |       |    |

## Reprezentační kariéra (shrnutí)

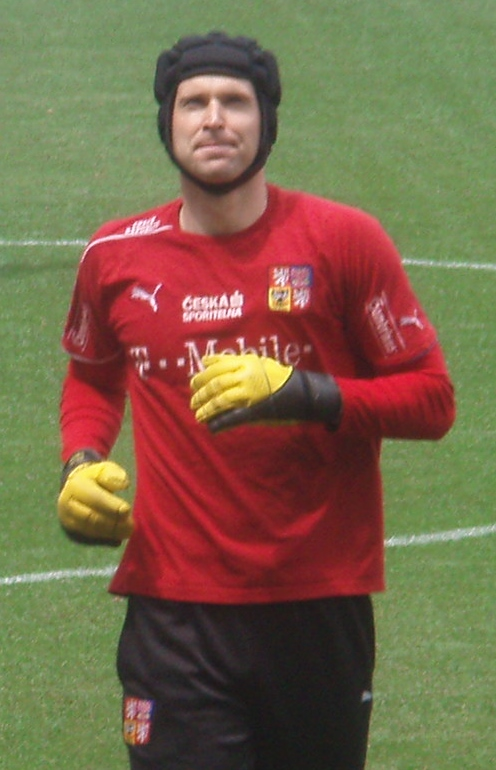
Petr Čech v dresu české reprezentace

Účastnil se mistrovství Evropy do 16 let v roce 1999 v Česku, kde skončil český tým čtvrtý. Na mistrovství Evropy do 18 let v roce 2000, které se hrálo v Německu, obsadila Česká republika rovněž 4. místo. V roce 2001 se zúčastnil mistrovství světa hráčů do 20 let v Argentině, kde ČR prohrála ve čtvrtfinále 0:1 s Paraguayí. V roce 2002 získal zlatou medaili na mistrovství Evropy hráčů do 21 let ve Švýcarsku.
V reprezentačním A-týmu debutoval 12. února 2002 v zápase proti Maďarsku, jenž český tým zvítězil 2–0. Od té doby je oporou reprezentačního družstva. 26. března 2013 v kvalifikačním střetnutí v Arménii vychytal výhru 3–0, byl to jeho 100. reprezentační zápas. Stal se teprve druhým hráčem české reprezentace (po Karlu Poborském), kterému se podařilo absolvovat 100 nebo více utkání v národním dresu. V září 2015 český národní tým s Čechem v brance postoupil na EURO 2016 ve Francii. Po jubilejní desáté výhře v anketě Zlatý míč České republiky v červenci 2016 ohlásil konec své dlouholeté reprezentační kariéry.
Účast Petra Čecha na vrcholových turnajích:
- ME 2004 v Portugalsku
- MS 2006 v Německu
- ME 2008 v Rakousku a Švýcarsku
- ME 2012 v Polsku a Ukrajině
- ME 2016 ve Francii

Zápasy Petra Čecha v A-mužstvu České republiky 
| Rok    | Zápasy |
| ------ | ------ |
| 2002   | 7      |
| 2003   | 8      |
| 2004   | 13     |
| 2005   | 10     |
| 2006   | 10     |
| 2007   | 8      |
| 2008   | 9      |
| 2009   | 7      |
| 2010   | 6      |
| 2011   | 10     |
| 2012   | 10     |
| 2013   | 8      |
| 2014   | 6      |
| 2015   | 6      |
| 2016   | 6      |
| Celkem | 124    |

## Úspěchy

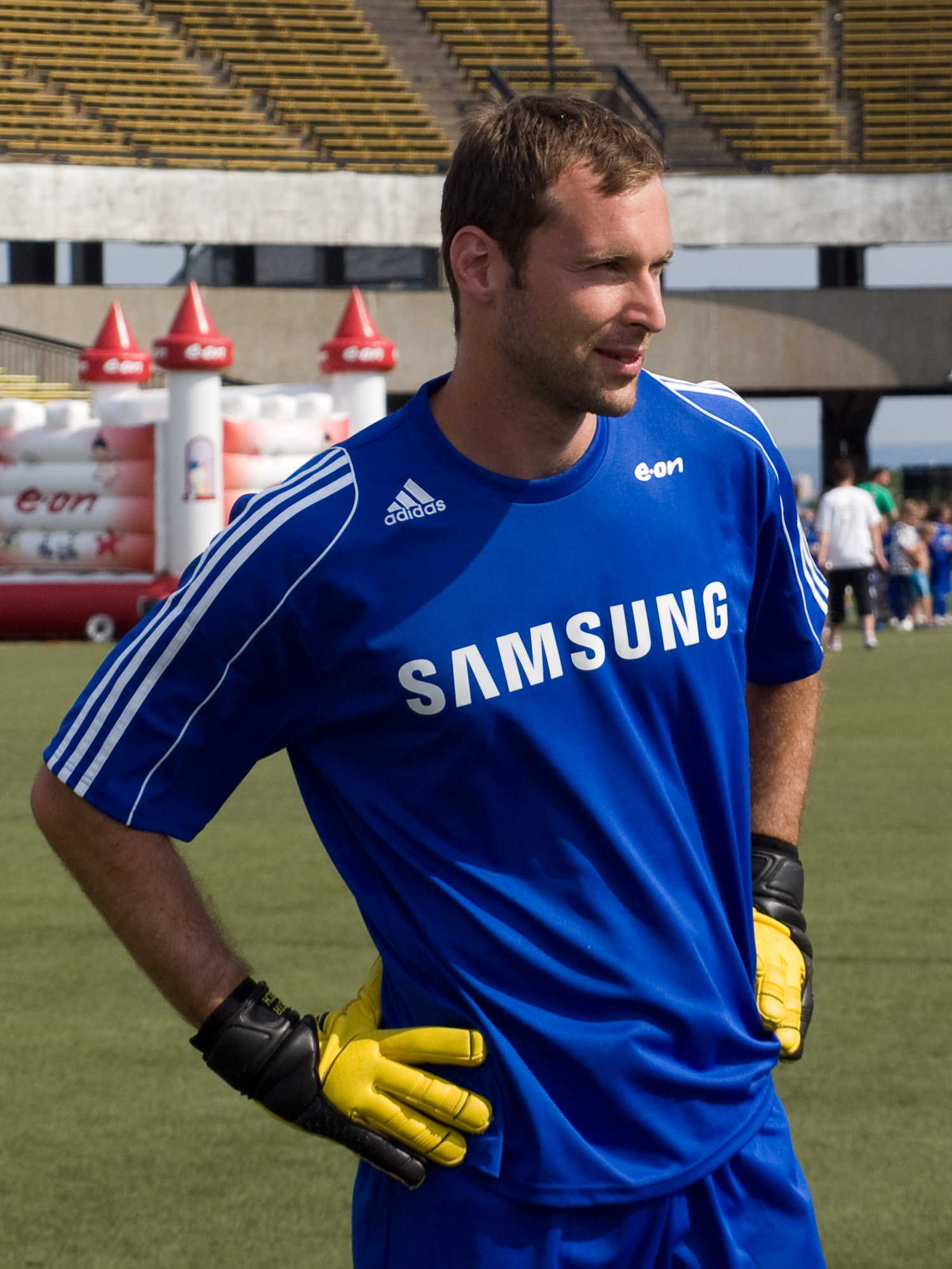
Petr Čech při zábavném odpoledni pro děti na Strahově

- 2002  Mistrovství Evropy U21 (Česko U21)
- 2004  Mistrovství Evropy (Česko)
- 2005  Anglický ligový pohár (Chelsea)
- 2005  Premier League (Chelsea FC)
- 2005  Community Shield (Chelsea FC)
- 2006  Premier League (Chelsea FC)
- 2007  Anglický ligový pohár (Chelsea FC)
- 2007  FA Cup (Chelsea FC)
- 2008  Liga mistrů UEFA (Chelsea FC)
- 2009  FA Cup (Chelsea FC)
- 2009  Community Shield (Chelsea FC)
- 2010  Premier League (Chelsea FC)
- 2010  FA Cup (Chelsea FC)
- 2012  FA Cup (Chelsea FC)
- 2012  Liga mistrů UEFA (Chelsea FC)
- 2013  Evropská liga UEFA (Chelsea FC)
- 2015  Anglický ligový pohár (Chelsea FC)
- 2015  Premier League (Chelsea FC)
- 2015  Community Shield (Arsenal)

## Ocenění
- 1999 Nejlepší český brankář

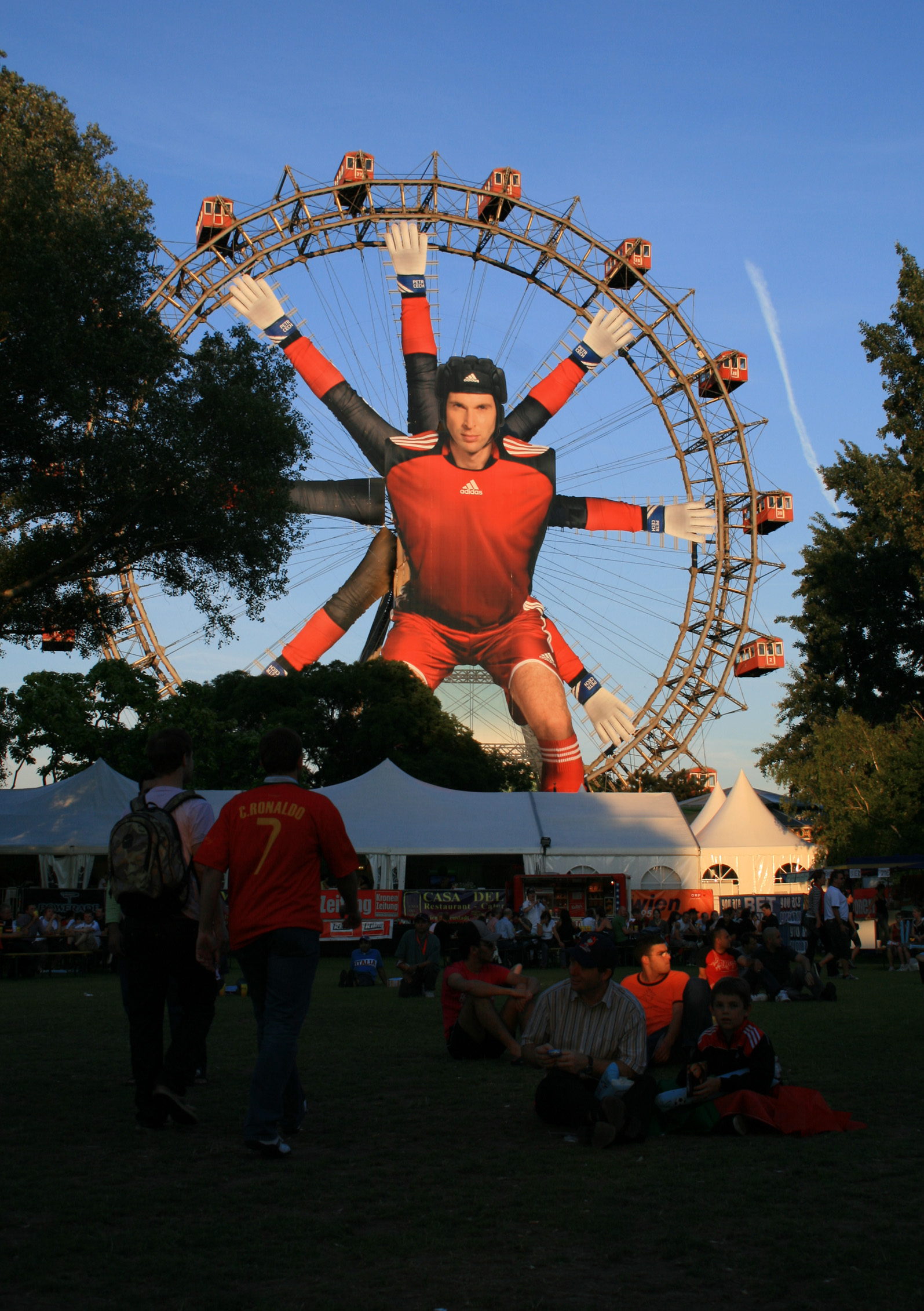
Obří kolo ve Vídni během Mistrovství Evropy 2008 s portrétem Petra Čecha.

- 2001 Nejlepší český brankář – Cena Františka Pláničky
- 2002 Nejlepší český brankář – Cena Ivo Viktora
- 2003 Nejlepší český brankář – Cena Ivo Viktora
- 2004 Nejlepší brankář Ligue 1 podle časopisu France Football
- 2004 Zlatý míč mezi 50 nejlepšími; (v celkovém hodnocení nezískal ani jeden bod)
- 2005 Premier League Golden Glove – ocenění pro brankáře s největším počtem čistých kont v lize za sezonu 2004–2005 (24 čistých kont)
- 2005 Nejlepší klubový brankář Evropy za sezonu 2004/05 podle UEFA
- 2005 Zlatý míč – nominace mezi 50 nejlepšími; (14. místo)
- 2005 Zlatý míč ČR – 1. místo
- 2005 Fotbalista roku (Česko) 2005 – 1. místo
- 2005 Nejlepší brankář světa za rok 2005 podle hlasování Mezinárodní federace fotbalových historiků a statistiků (IFFHS)
- 2006 Zlatý míč ČR – 1. místo
- 2007 Nejlepší klubový brankář Evropy za sezonu 2006/07 podle UEFA
- 2007 Premier League nejlepší hráč měsíce března 2007
- 2007 Zlatý míč ČR – 1. místo
- 2008 Nejlepší klubový brankář Evropy za sezonu 2007/08 podle UEFA
- 2008 Fotbalista roku (Česko) 2008 – 1. místo
- 2008 Zlatý míč ČR – 1. místo
- 2009 Fotbalista roku (Česko) 2009 – 1. místo
- 2010 Premier League Golden Glove – ocenění pro brankáře s největším počtem čistých kont v lize za sezonu 2009–2010 (17 čistých kont)
- 2010 Zlatý míč ČR – 1. místo
- 2010 Fotbalista roku (Česko) 2010 – 1. místo
- 2011 Nejlepší fotbalista Chelsea za sezónu 2010/11
- 2011 Zlatý míč ČR – 1. místo
- 2011 Fotbalista roku (Česko) 2011 – 1. místo
- 2012 Zlatý míč ČR – 1. místo
- 2012 Fotbalista roku (Česko) 2012 – 1. místo[89]
- 2013 Fotbalista roku (Česko) 2013 – 1. místo[90]
- 2014 Premier League Golden Glove – ocenění pro brankáře s největším počtem čistých kont v lize za sezonu 2013–2014 (16 čistých kont)
- 2015 Fotbalista roku (Česko) 2015 – 1. místo
- 2016 Premier League Golden Glove – ocenění pro brankáře s největším počtem čistých kont v lize za sezonu 2015–2016 (16 čistých kont)
- 2016 Fotbalista roku (Česko) 2016 – 1. místo
- 2019 Pamětní stříbrná medaile Jana Masaryka[91]
- V roce 2023 byl uveden jako teprve druhý brankář do Síně slávy anglické Premier League.[92][93][94]